# Jane Barnell

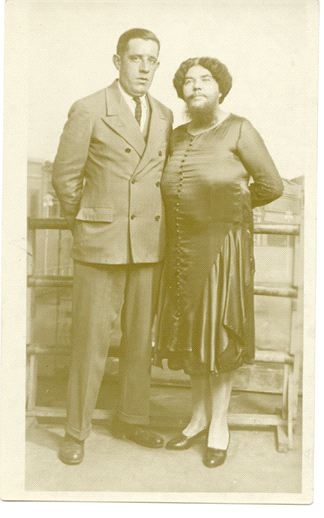
Jane Barnell (etwa 1915)

Jane Barnell, Künstlername Lady Olga, auch Olga Roderick (* 28. Februar 1877 in Wilmington, North Carolina; † 26. Oktober 1951 in Los Angeles) war eine US-amerikanische Schauspielerin und eine Jahrmarktssensation.

## Leben
Unter dem Bühnennamen Lady Olga trat sie auf Jahrmärkten und in Zirkussen als „Bärtige Lady“ auf.
1932 spielte sie in dem Filmklassiker Freaks mit. Später war sie verärgert über ihre Mitwirkung an diesem Film.
Jane Barnell war vier Mal verheiratet und hatte zwei Kinder.